# Bróker

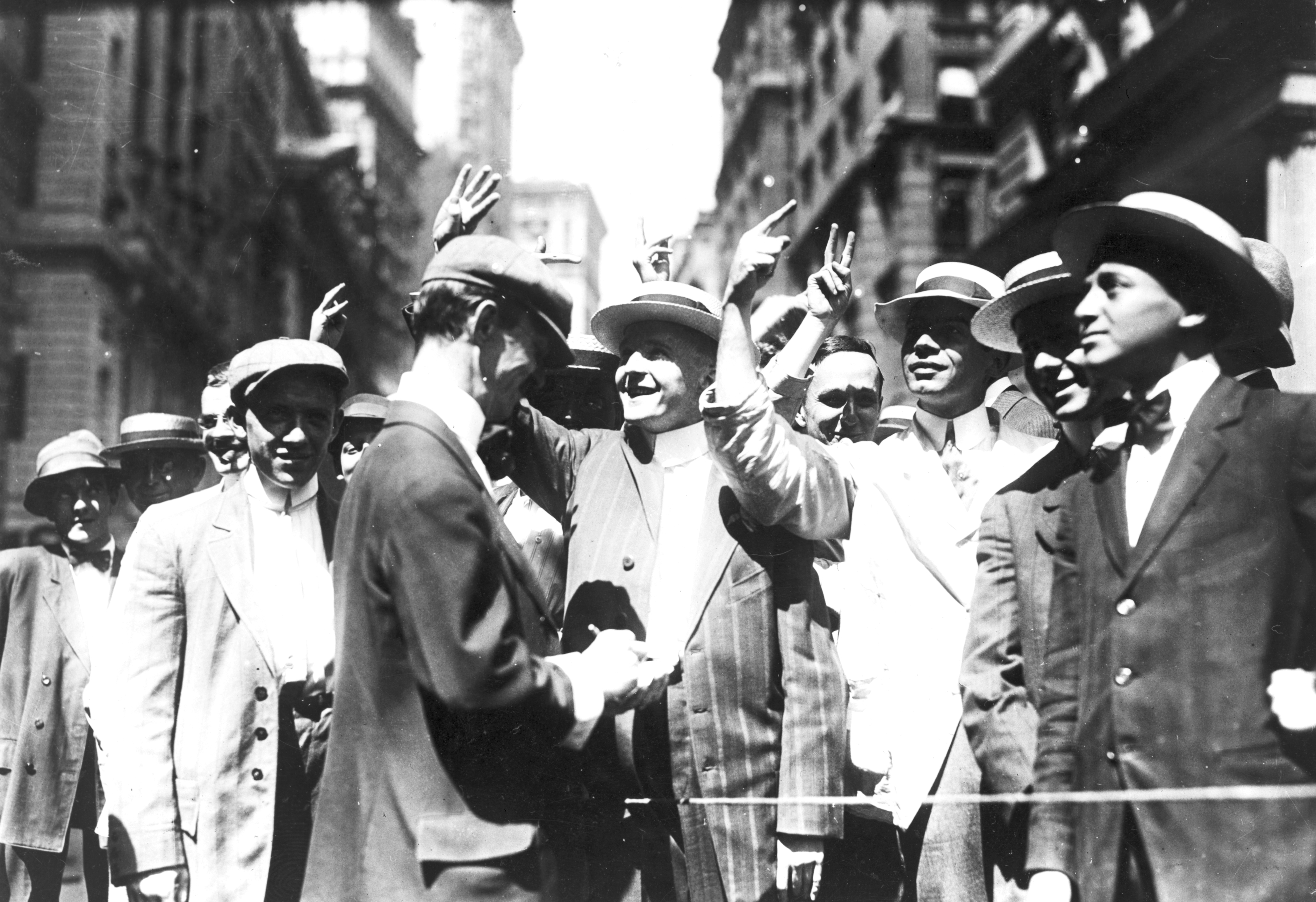
Agentes de bolsa y clientes en Nueva York (ca. 1916).

Un bróker (del inglés broker) o intermediario es un individuo o institución que organiza las transacciones entre un comprador y un vendedor en ciertos sectores a cambio de una comisión cuando se ejecute la operación.  Es decir, es el agente que actúa como corredor o intermediario entre un comprador y un vendedor, usualmente cobrando una comisión y convirtiéndose en director de parte del acuerdo. Además se encarga de asesorar y aconsejar sobre temas relacionados con el negocio. El ejercicio del oficio de bróker normalmente requiere una licencia.
En general un bróker es un agente independiente utilizado ampliamente en algunas industrias. La principal responsabilidad de un bróker es traer vendedores y compradores y por lo tanto un bróker es el facilitador de tercera persona entre un comprador y un vendedor. Un ejemplo podría ser un corredor de bienes raíces que facilita la venta de una propiedad. Los brókeres también pueden proporcionar información de mercado considerable en materia de precios, los productos y las condiciones del mercado. Un bróker puede representar ya sea el vendedor (90% de las veces) o el comprador (10%), pero no ambos al mismo tiempo. Un ejemplo podría ser un corredor de bolsa, que hace la compra o venta de valores en nombre de su cliente. Los brókeres juegan un papel muy importante en la venta de acciones, bonos, y otros servicios financieros.
Es importante diferenciarlo del avaluador o tasador de inmuebles, un bróker no hace avalúos de una propiedad o valuación de un activo.
Hay ventajas de utilizar un bróker. En primer lugar, conocen su mercado y ya se han establecido relaciones con las cuentas potenciales. Los brókeres tienen las herramientas y recursos para llegar a la mayor base posible de compradores. Un productor individual, por otro lado, especialmente uno nuevo en el mercado, probablemente no tendrá el mismo acceso a los clientes como un bróker. Otra ventaja de utilizar un bróker es el costo, que pueden ser más baratos en los mercados más pequeños, con cuentas más pequeñas, o con una línea limitada de productos.
Antes de contratar a un bróker puede ser prudente la investigación de los requisitos relativos a alguien que use el título. Algunos títulos, como Corredores de Bienes Raíces, a menudo tienen requisitos estatales estrictos para el uso de la palabra, mientras que otros, tales como corredores de aeronaves, por lo general no tienen licencia formal o las necesidades de formación.

## Etimología
La palabra broker deriva del francés antiguo broceur, "pequeño comerciante", de origen incierto, pero posiblemente del francés antiguo brocheor que significa "minorista de vinos", que proviene del verbo brochier , o " broach (un barril)".

## Tipos de bróker
- Agente de energía
- Agente de franquicias
- Corredor de bienes raíces: también llamado agente inmobiliario o corredor inmobiliario, es persona o empresa que gestiona la compraventa de inmuebles al tener un portafolio de inmuebles para vender en el mercado y compradores con distintas necesidades: "el corredor de bienes raíces generalmente gana una porción (o comisión) en la venta de la casa, y es empleado por el vendedor de la casa, a menos que se contrate a un corredor de bienes raíces para comprarla"[4]
- Corredor de aduanas
- Corredor de seguros: persona que actúa como intermediario de varias compañías aseguradoras comercializando contratos de seguro a sus clientes.
- Agente de bolsa (financiero, de negocios o de cambio): Persona que asesora o realiza transacciones de renta variable y valores en mercados financieros.
- Agente de Forex
- Corredor de apuestas: persona que toma apuestas y realiza intermediación entre apostadores.
- Agente de viajes: persona que vende, asesora y gestiona la logística de viajes contratados por sus clientes.
- Agente de talentos: persona que actúa como intermediario entre un trabajador del espectáculo o el deporte y un empleador.
- Agente de barcos

Dentro de los tipos de agentes de bolsa y forex se encuentran varias categorías:
- Brókers Dealing Desk, con subcategoría Broker Market Maker: Son aquellos que cuentan con lo que se conoce como “mesa de dinero”.
- Brókers No Dealing Desk, con dos subtipos:
  - Brokers STP (Straight Through Processing): Los Brokers STP pueden enviar las operaciones solicitadas por sus clientes, directamente con sus proveedores de liquidez.
  - Brokers ECN (Electronic Comunication Network): Los brokers del subtipo ECN son los que crean una red entre sus clientes y los proveedores de liquidez. En ambos subtipos son aquellos que a diferencia de los market maker, no cuentan con “mesa de dinero”, es decir, envían las operaciones al mercado.
- Brókers Híbridos: su función es hacer uso de brokers market makers y ECN/STP a la vez.